# Euparixia bruneri
Euparixia bruneri är en skalbaggsart som beskrevs av Chapin 1940. Euparixia bruneri ingår i släktet Euparixia och familjen Aphodiidae. Inga underarter finns listade i Catalogue of Life.